# Papa Benedict al VII-lea
Papa Benedict al VII-lea (n.  ?, Roma, Italia – d. 10 iulie 983 d.Hr., Roma, Statele Papale) a fost papă al Romei în perioada 974 – 983. Provenea din familia conților de Tusculum. Numele lui înseamnă „cel Binecuvântat” (în latină).

## Istoric
A fost episcop de Sutri. În 974 a devenit succesorul papei Benedict al VI-lea, care fusese ucis de antipapa Bonifaciu al VII-lea. Alegerea lui s-a datorat pe prim plan inițiativei împăratului Otto al II-lea (datorită căruia Bonifaciu al VII-lea fugise în Bizanț).

## Papalitate
Papa Benedict al VII-lea a sprijinit reforma bisericii și misionarea slavilor. Sub influența Mănăstirii Cluny a înfăptuit o reformă internă a Bisericii condamnând între altele și simonia.
Papa Benedict al VII-lea a murit pe 10 iulie 983 și a fost înmormântat în biserica Santa Croce in Gerusalemme⁠(en)[traduceți], una din principalele biserici de pelerinaj din Roma.